# رونالد رووي
رونالد رووي (بالإنجليزية: Ronald Rowe)‏ (11 أكتوبر 1902 في المملكة المتحدة - 1977 في المملكة المتحدة) هو لاعب كرة قدم بريطاني (وحمل سابقاً جنسية المملكة المتحدة لبريطانيا العظمى وأيرلندا) في مركز نصف الجناح. لعب مع نادي برينتفورد ونادي هايز ونادي ويمبلدون وHendon F.C. ‏ وUxbridge F.C. ‏.

## وصلات خارجية
1. 1 2  Colin Matthew, ed. (2004), Oxford Dictionary of National Biography (بالإنجليزية), Oxford: Oxford University Press, QID:Q17565097